# كارل إل. رانكين
كارل إل. رانكين (بالإنجليزية: Karl L. Rankin)‏ هو دبلوماسي أمريكي، ولد في 1898 في مانيتووك في الولايات المتحدة، وتوفي في 1991 في كينبونكبورت في الولايات المتحدة بسبب سرطان البروستاتا.

## وصلات خارجية
- كارل إل. رانكين على موقع مونزينجر (الألمانية)
- كارل إل. رانكين على موقع إن إن دي بي (الإنجليزية)